# 2051
Évszázadok: 20. század – 21. század – 22. század
Évtizedek: 2000-es évek – 2010-es évek – 2020-as évek – 2030-as évek – 2040-es évek – 2050-es évek – 2060-as évek – 2070-es évek – 2080-as évek – 2090-es évek – 2100-as évek
Évek: 2046 – 2047 – 2048 – 2049 –  2050 – 2051 – 2052 – 2053 – 2054 – 2055 – 2056

## Várható események

### Határozatlan dátumú események
- Április: A 70 méteres Eupatoria Bolygóradarról 1999-ben küldött Kozmikus Hívás 1 eléri célját, a Gliese 777-et.
- 2051-re, az Egyesült Királyságban a demenciában szenvedő betegek száma várhatóan eléri az 1,7 millió főt.[1]
- Az Amerikai Egyesült Államok népessége elérheti a 400 millió főt, feltéve, ha a népesség a mai ütemben növekszik.[2]